# Черноморец, Александр Григорьевич
Александр Григорьевич Черноморец (1909—1975) — лейтенант Рабоче-крестьянской Красной Армии, участник Великой Отечественной войны, Герой Советского Союза (1943).

## Биография
Александр Григорьевич Черноморец родился 20 июня 1909 года в селе Щуровцы Брацлавского уезда Подольской губернии Российской империи потом ставшим Ситковецким районом Винницкой области (ныне — Гайсинский район Винницкой области Украины). После окончания четырёх классов школы работал на железной дороге. В июле 1941 года Черноморец был призван на службу в Рабоче-крестьянскую Красную Армию и направлен на фронт Великой Отечественной войны
К сентябрю 1943 года сержант Александр Черноморец командовал отделением 101-го отдельного сапёрного батальона 30-й стрелковой дивизии 47-й армии Воронежского фронта. Отличился во время битвы за Днепр. В ночь с 24 на 25 сентября 1943 года отделение Черноморца переправило через Днепр передовой отряд, захвативший плацдарм на западном берегу реки. 26 сентября 1943 года Черноморец натянул канат и с его помощью переправлял на пароме подкрепление и эвакуировал раненых. Когда на следующий день паром был разбит, Черноморец взял лодку и, несмотря на артобстрел, спасал из воды своих товарищей .
Указом Президиума Верховного Совета СССР от 25 октября 1943 года сержант Александр Черноморец был удостоен высокого звания Героя Советского Союза с вручением ордена Ленина и медали «Золотая Звезда». В 1946 году в звании лейтенанта Черноморец был уволен в запас.
Последние годы жизни прожиты в селе Кузьминцах . Умер 22 августа 1975. Похоронен в селе Щуровцы. В Кузьминцах у Дома культуры установлен бюст. На кладбище в селе Щуровцы установлен новый памятник Герою.
Почётный гражданин Канева. Был также награждён медалью «За отвагу» .

## Галерея

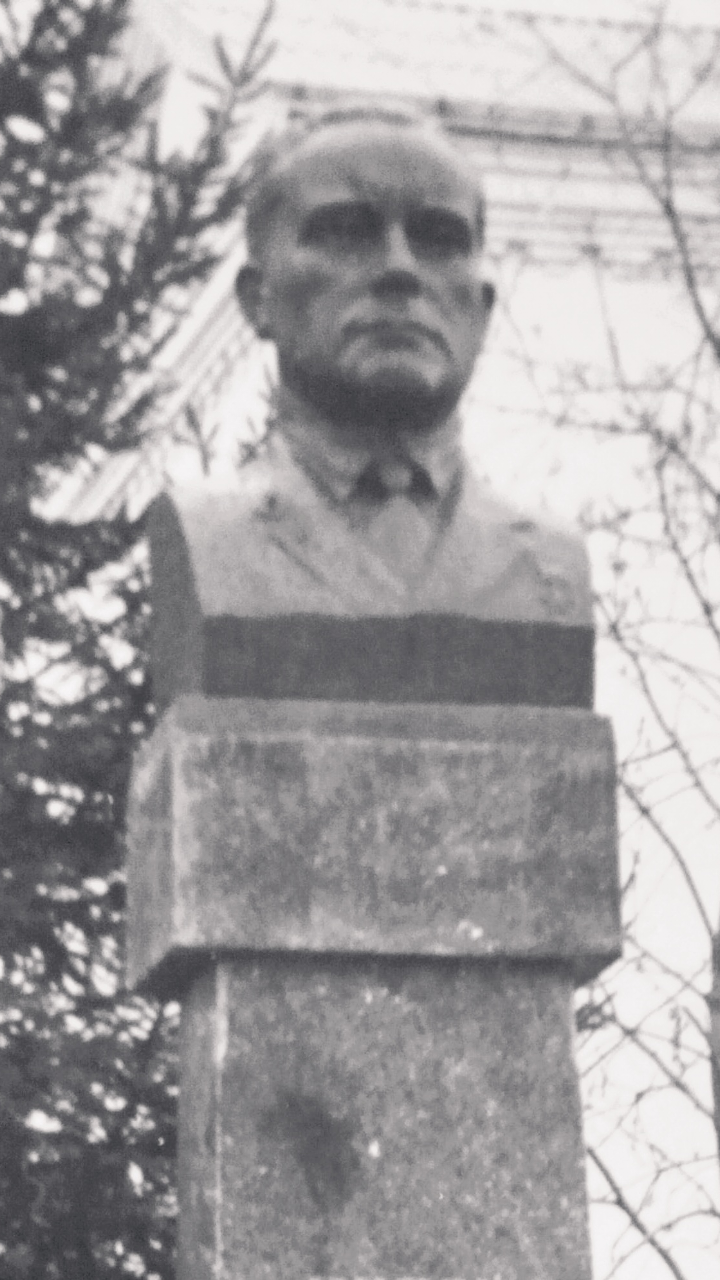
с.Кузьминцы, Дом культуры, май 1987 года.
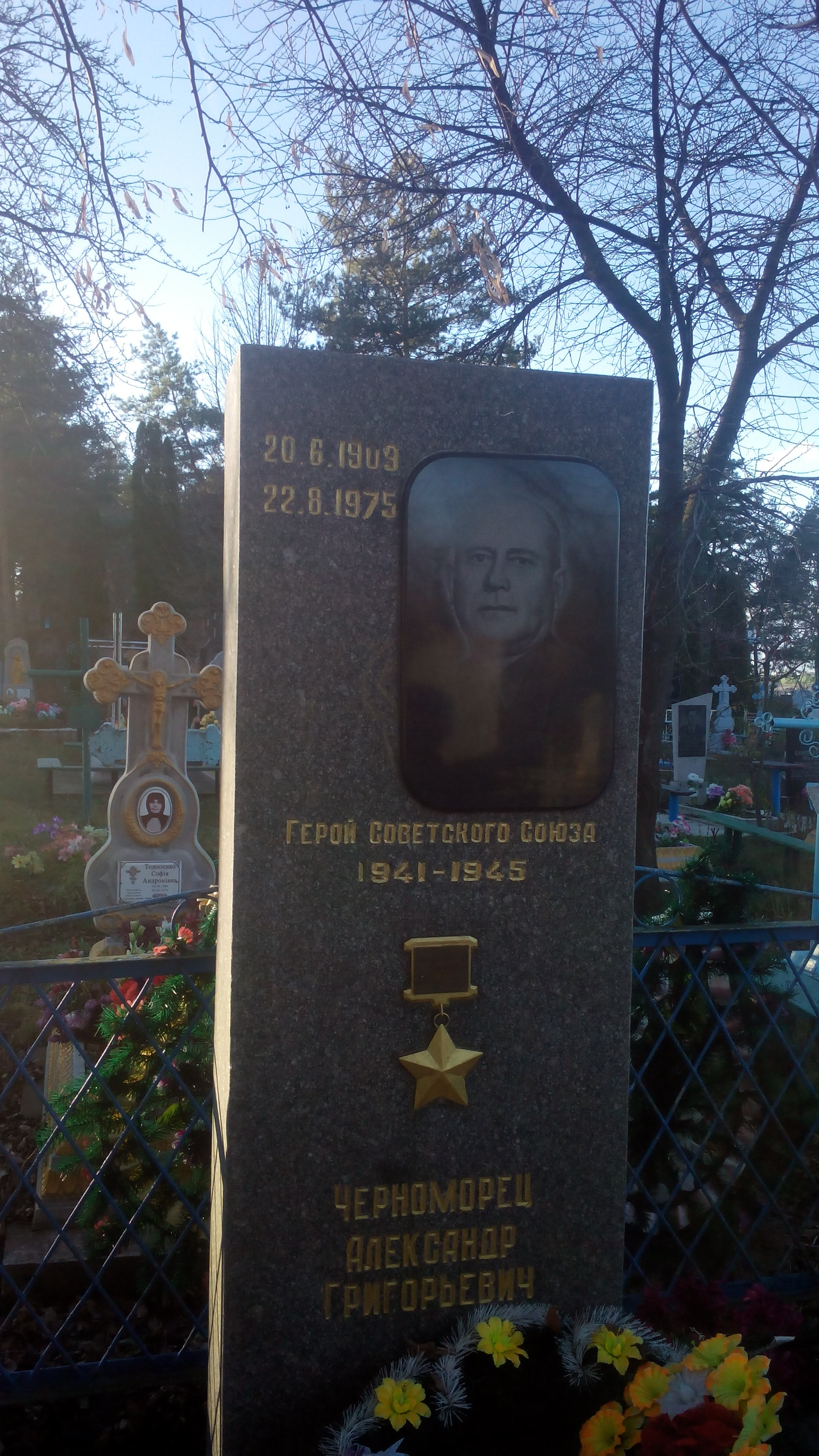
Надгробный памятник Черноморцу А. Г. в с. Щуровцы.